# Saison 2017-2018 du KSC Lokeren
Maillots
Chronologie
Saison précédente Saison suivante
La saison 2017-2018 du KSC Lokeren voit le club évoluer en Division 1A. C'est la 40e saison du club au plus haut niveau du football belge et la 23e consécutive. Il participe à la Coupe de Belgique ou le club sera éliminé en huitièmes de finale contre La Gantoise.

## Transferts

### Été 2018
| Nom                 | Nationalité    | Poste     | Transfert                | Provenance/Destination      | Division            |
| ------------------- | -------------- | --------- | ------------------------ | --------------------------- | ------------------- |
| Arrivées            |                |           |                          |                             |                     |
| Ortwin De Wolf      | Belgique       | Gardien   | Promu en équipe première | KSC Lokeren rés.            | Reserve Pro League  |
| Bo Geens            | Belgique       | Gardien   | Retour de prêt           | MVV Maastricht              | Eerste Divisie      |
| Tracy Mpati         | Belgique       | Défenseur | Transfert (160 k€)       | Royale Union Saint-Gilloise | Division 1B         |
| Stefano Marzo       | Belgique       | Défenseur | Transfert                | SC Heerenveen               | Eredivisie          |
| Jakov Filipović     | Croatie        | Défenseur | Transfert                | NK Inter Zaprešić           | Prva HNL            |
| Joey Dujardin       | Belgique       | Défenseur | Retour de prêt           | KFC VW Hamme                | Division 1 amateurs |
| Dario Melnjak       | Croatie        | Défenseur | Transfert                | Slaven Belupo               | Prva HNL            |
| Juan Torres         | États-Unis     | Milieu    | Promu en équipe première | KSC Lokeren rés.            | Reserve Pro League  |
| Julian Michel       | France         | Milieu    | Transfert                | Waasland-Beveren            | Division 1A         |
| Samy Kehli          | France         | Milieu    | Transfert                | KSV Roulers                 | Division 1B         |
| Amine Benchaib      | Belgique       | Milieu    | Promu en équipe première | KSC Lokeren rés.            | Reserve Pro League  |
| Yusuf Lawal         | Nigeria        | Attaquant | Promu en équipe première | KSC Lokeren rés.            | Reserve Pro League  |
| Luciano Slagveer    | Pays-Bas       | Attaquant | Transfert libre          | SC Heerenveen               | Eredivisie          |
| Robin Söder         | Suède          | Attaquant | Transfert                | Esbjerg fB                  | 1. Division         |
| Départs             |                |           |                          |                             |                     |
| Boubacar Barry Copa | Côte d'Ivoire  | Gardien   | Fin de contrat           | OH Louvain                  | Division 1B         |
| Geórgios Galítsios  | Grèce          | Défenseur | Fin de contrat           | RE Mouscron                 | Division 1A         |
| Ridwan Gyselinck    | Belgique       | Défenseur | Transfert définitif      | Eendracht Alost             | Division 1 amateurs |
| Joey Dujardin       | Belgique       | Défenseur | Transfert définitif      | KFC VW Hamme                | Division 1 amateurs |
| Dario Melnjak       | Croatie        | Défenseur | Transfert définitif      | NK Domzale                  | Prva Liga           |
| Evariste Ngolok     | Cameroun       | Milieu    | Transfert définitif      | Aris Limassol               | First Division      |
| Koen Persoons       | Belgique       | Milieu    | Transfert définitif      | OH Louvain                  | Division 1B         |
| Nikola Jambor       | Croatie        | Milieu    | Prêt avec option d'achat | NK Osijek                   | Prva HNL            |
| Robbie Ringoet      | Belgique       | Milieu    | Transfert définitif      | RFC Wetteren                | Division 3 amateurs |
| Luciano Slagveer    | Cameroun       | Attaquant | Prêt sans option d'achat | Aris Limassol               | Eredivisie          |
| Sergiy Bolbat       | Ukraine        | Attaquant | Retour de prêt           | Shakhtar Donetsk            | Premier-Liha        |
| Ayanda Patosi       | Afrique du Sud | Attaquant | Transfert définitif      | Cape Town City FC           | ABSA Premiership    |
| Eugene Ansah        | Ghana          | Attaquant | Transfert définitif      | Beitar Tel Aviv Ramla FC    | Liga Leumit         |

### Hiver 2019
| Nom                    | Nationalité        | Poste     | Transfert           | Provenance/Destination | Division        |
| ---------------------- | ------------------ | --------- | ------------------- | ---------------------- | --------------- |
| Arrivées               |                    |           |                     |                        |                 |
| Lukáš Mareček          | République tchèque | Milieu    | Transfert           | Sparta Prague          | HET Liga        |
| José Cevallos Enríquez | Équateur           | Milieu    | Transfert           | LDU Quito              | Serie A         |
| Jean Alassane Mendy    | Norvège            | Attaquant | Transfert libre     | Kristiansund BK        | Eliteserien     |
| Jajá Coelho            | Brésil             | Attaquant | Fin de prêt         | Buriram United         | Thai League     |
| Départs                |                    |           |                     |                        |                 |
| Samy Kehli             | France             | Milieu    | Prêt                | KSV Roulers            | Division 1B     |
| Jajá Coelho            | Brésil             | Attaquant | Fin de prêt         | Muangthong United      | Thai League     |
| Gary Martin            | Angleterre         | Attaquant | Transfert définitif | York City FC           | National League |

## Statistiques
Les matchs amicaux ne sont pas pris en compte.

### Classement des buteurs
| Rang | Joueur                 | Buts |
| ---- | ---------------------- | ---- |
| 1er  | Steve De Ridder        | 9    |
| 2e   | Robin Söder            | 8    |
| 3e   | José Cevallos Enríquez | 7    |
| 3e   | Ari Freyr Skúlason     | 7    |
| 5e   | Marko Mirić            | 6    |
| 5e   | Guus Hupperts          | 6    |

### Classement des passeurs
| Rang | Joueur          | Buts |
| ---- | --------------- | ---- |
| 1er  | Robin Söder     | 6    |
| 4e   | Samy Kehli      | 4    |
| 4e   | Tom De Sutter   | 4    |
| 4e   | Steve De Ridder | 4    |